# Подвинье (село)
Подвинье (укр. Підвиння) — село в Рогатинской городской общине Ивано-Франковского района Ивано-Франковской области Украины.
Население по переписи 2001 года составляло 432 человека. Занимает площадь 8,474 км². Почтовый индекс — 77000. Телефонный код — 03435.